# Melinopterus punctatosulcatus punctatosulcatus
Melinopterus punctatosulcatus punctatosulcatus é uma subespécie de insetos coleópteros polífagos pertencente à família Aphodiidae.
A autoridade científica da subespécie é Sturm, tendo sido descrita no ano de 1805.
Trata-se de uma subespécie presente no território português.